# Josef Ullmann (Politiker)
Josef Ullmann (* im 19. Jahrhundert; † 26. April 1880 in Wien) war ein österreichischer Buchhalter und Politiker.

## Leben
Ullmann war römisch-katholisch und heiratete vor 1854 Maria Balbinger (* 3. Februar 1830; † 11. April 1880). Aus der Ehe gingen ein Sohn und eine Tochter hervor. Er lebte als Rosthorn und Dickmann’scher Werksbeamter (Buchhalter) in Prävali/Prevalje, wo er auch Bürgermeister war. Er war Obmann des Jauntaler Demokratenvereins.
Er ist in Prävali begraben.

## Politik
Vom 14. September 1871 bis zu seinem Tod am 26. April 1880 war er Abgeordneter im Kärntner Landtag für den Wahlkreis LGM 2 Völkermarkt. Im Landtag war er in der IV. Wahlperiode von 1871 bis 1877 Mitglied des Finanz-, des Schul- und des Verifikationsausschusses. Nachfolger im Landtag wurde Andrej Einspieler. 